# The American Jewels EP
The American Jewels EP é o terceiro extended play pela cantora e compositora Marina and the Diamonds. Ele foi lançado digitalmente em 23 de março de 2010, no Estados Unidos pela gravadora Chop Shop, antes do lançamento do seu álbum de estréia The Family Jewels em 25 de Maio de 2010. 
A arte da capa lembra muito a capa dos singles "Hollywood", "I Am Not a Robot" e "Mowgli's Road" também fazem parte do álbum The Family Jewels. O remix de Passion Pit de "I Am Not a Robot" estava disponível para download gratuito no site oficial de Diamandis' para os membros do fan club em 10 de março de 2010.

## Lista de faixas
| N.º            | Título                                                     | Compositor(es)                     | Produtor(es)   | Duração |  |
| 1.             | "I Am Not a Robot"                                         | Marina and the Diamonds            | Liam Howe      | 3:35    |  |
| 2.             | "Mowgli's Road"                                            | Marina and the Diamonds, Liam Howe | Liam Howe      | 3:12    |  |
| 3.             | "I Am Not a Robot" (Flex'd Rework Clu - Passion Pit Remix) | Marina and the Diamonds            |                | 4:48    |  |
| 4.             | "Hollywood"                                                | Marina and the Diamonds            | Liam Howe      | 3:24    |  |
| Duração total: | Duração total:                                             | Duração total:                     | Duração total: | 14:57   |  |

## Histórico de lançamento
| Região         | Data                | Gravadora         | Formato          |
| -------------- | ------------------- | ----------------- | ---------------- |
| Estados Unidos | 23 de março de 2010 | Chop Shop Records | Digital download |
| Canadá         | 23 de março de 2010 | 679               | Digital download |